# Pays de Belvès
Pays de Belvès – gmina we Francji, w regionie Nowa Akwitania, w departamencie Dordogne. Została utworzona 1 stycznia 2016 roku z połączenia dwóch wcześniejszych gmin: Belvès oraz Saint-Amand-de-Belvès. Siedzibą gminy została miejscowość Belvès. W 2013 roku populacja wyżej wymienionych gmin wynosiła 1491 mieszkańców.